# Charles Stoffel
Charles Stoffel (* 5. April 1893 in St. Gallen; † 30. Juli 1970 in Berg) war ein Schweizer Allround-Sportler (Bobsport und Reiten) und Olympiateilnehmer von 1924 und 1928.
Gemeinsam mit Alois Faigle, Anton Guldener und Edmond Laroche fuhr der Aroser Charles Stoffel mit seinem Bob Kismet zu den I. Olympischen Winterspielen 1924 nach Chamonix. Dort galt er als Favorit. Doch das anhaltende Tauwetter brachte seinen Bob bereits im 1. Lauf zum Sturz. Stoffel gab daraufhin auf. Bei den II. Olympischen Winterspielen 1928 in St. Moritz belegte er im Bob Schweiz I mit Henry Höhnes, Louis Koch, Emil Coppetti und René Fonjallaz den achten Platz.
Stoffel war auch ein ausgezeichneter Reiter und nahm als solcher an Olympischen Sommerspielen teil. Bei den Spielen der VIII. Olympiade 1924 in Paris gehörte er mit seinem Pferd Kreuzritter zur Schweizer Military-Mannschaft und belegte mit ihr Platz vier. Im Einzel-Wettbewerb wurde er Fünfzehnter. Vier Jahre später reichte es bei den Spielen der IX. Olympiade 1928 in Amsterdam auf Attila nur noch zu Platz zwanzig im Einzel-Wettbewerb. Die Schweizer Mannschaft beendete den Wettkampf nicht. Sein ebenfalls reitender Sohn Alexander Stoffel nahm 1952 und 1956 teil.